# Arabische Israëliërs
Arabische Israëliërs of Israëlische Arabieren, ook wel Palestijnse burgers van Israël en Palestijnen van 1948, is een term die vanuit een westers- of politiek georiënteerde visie gebruikt wordt om Israëlische burgers van Palestijnse afkomst oftewel Palestijnse Israëliërs aan te duiden. Ze hebben meest Arabisch als moedertaal. Door Joodse Israëliërs worden deze Palestijnse Israëlische burgers veelal aangeduid als 'Arabier'.

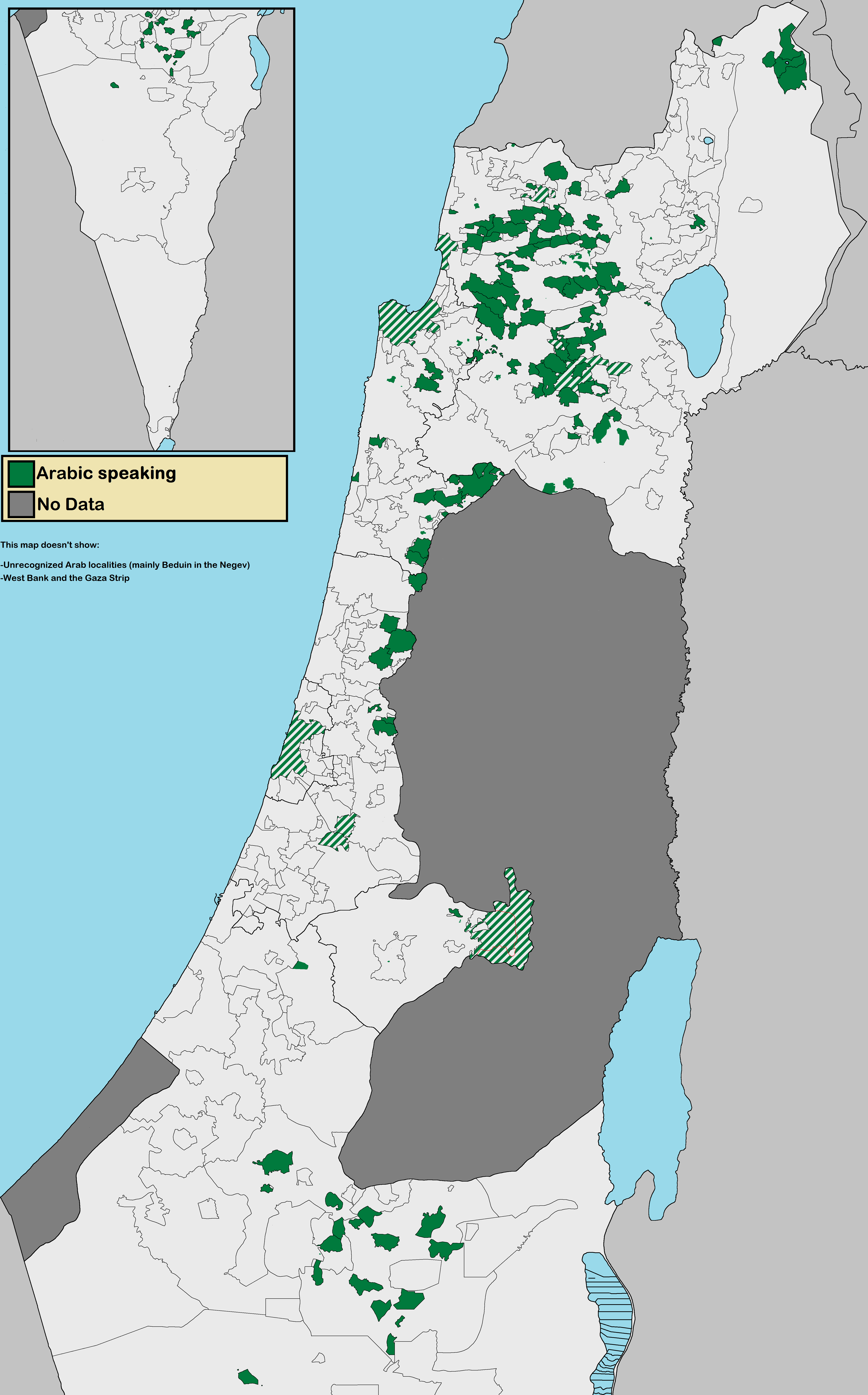
Arabischtalige bevolking in Israël, 2015

De Palestijnse Israëliërs vormen 20% van de totale bevolking van Israël (2005). De meesten van hen zijn moslim (16% van de Israëlische bevolking), de anderen zijn christelijk of druzisch (ieder minder dan 2%). Binnen de islamitische Palestijnen in Israël is een subgroep van Bedoeïenen (2,5% van de Israëliërs). Deze Israëliërs beschouwen zich meestal als Palestijns, soms als Israëlisch of als beide.
De meerderheid van deze Israëliërs is vanaf 1948 in Israël geboren. Belangrijke Palestijnse concentraties zijn plaatsen in het oosten van de Sharonvlakte, langs Wadi Ara (ten noorden van de Groene Lijn), in de Driehoek en in Centraal-Galilea, de oostelijke wijken van Jeruzalem (33% van de bevolking van de stad) en Bedoeïenenplaatsen in de noordelijke Negev. De grootste  stad met een bevolking van Palestijnse afkomst in Israël is Nazareth met 62.000 inwoners, tweede is Umm al-Fahm met 38.600 inwoners (beide in september 2003). Andere steden met een Palestijnse minderheid zijn Haifa (11.5%), Tel Aviv (4.5%), Ramleh (23.5%), Lydda (30.5%), Akka (31.7%) en Ma'alot-Tarshicha (21.6%).

## Economie
In 2003 ligt de deelname van Arabische Israëliërs aan de arbeidsmarkt op 39%. Dat is lager dan die van de Joodse Israëliërs (inclusief "anderen"), die op 57% ligt. Bij de mannen ligt de deelname gelijk, op 60%: hoger bij mannen van 15 tot 34 jaar en lager bij mannen van 45 tot 64 jaar. Arabische vrouwen nemen aanzienlijk minder deel aan de arbeidsmarkt, 17% tegen respectievelijk 55% bij Joodse vrouwen. Dit verschil wordt veroorzaakt door persoonlijke voorkeuren, een tekort aan arbeidsopties en een verschil tussen de seksen in scholing, vooral bij de oudere generatie. Bovendien is de Arabische sector hard getroffen door de recessie in Israël: in 1989 was de deelname van mannen aan de arbeidsmarkt nog 68% (bij Joodse mannen 62%). Bij mannen is met 25% de bouw de belangrijkste sector en bij vrouwen het onderwijs met 38%.
In 2003 is het bruto-inkomen per uur voor Arabieren 29,5 sjekel. Het gemiddelde inkomen van vrouwen ligt hoger dan dat van mannen, respectievelijk 30,3 en 29,3 sjekel per uur. Het gemiddelde uurloon van de Arabische Israëliërs is 69% van wat Joodse Israëliërs verdienen, en wel 63% bij mannen en 82% bij vrouwen. Een van de redenen voor het atypische verschil tussen de seksen is, dat een hoger percentage van de Arabische vrouwen dan van de mannen voor de overheid werkt. Van het huishoudinkomen komt 76% van werk (bij Joden 77%) en 20% van uitkeringen (bij Joden 11%). De belangrijkste uitgave is aan voedsel (bij Joden aan huisvesting). Dit verschil hangt samen met een aanzienlijk hoger eigendomspercentage over gezinshuisvesting bij Arabische Israëliërs (87% vergeleken bij 68% bij Joden).

## Juridische status
Binnen Israël wordt onderscheid gemaakt tussen burgerschap en nationaliteit. Het burgerschap (‘citizenship’) van burgers van Israël wordt als ‘Israëlisch’ geregistreerd. De nationaliteit wordt onder andere omschreven als ‘Joods’, ‘Arabisch’ of ‘Druus’. Er bestaat dus geen Israëlische nationaliteit, alleen Israëlisch burgerschap. Elke inwoner van Israël en Palestina wordt daarnaast door de Israëlische overheid geregistreerd naar  identiteit; deze bureaucratische identiteit definieert iedereen als staatsburger of ingezetene en in etnische, religieuze en ‘gebieds’termen. Staatsburgers van Israël hebben een Israëlisch paspoort.
De Arabische inwoners zijn sinds de oprichting van de staat Israël in 1948 Israëlische burgers. Van 1948 tot 1966 leefden deze Arabieren in Israël onder militair bestuur en werden hen beperkingen opgelegd aangaande bewegingsvrijheid, organisatie en publicaties. In 1966, een jaar voor de Zesdaagse Oorlog, werd het militaire bestuur opgeheven.
In 1965, het jaar daarvoor, had de National Planning and Building Law retroactief gebieden waarop sommige Arabische dorpen of kampen zich bevonden als 'niet-bewoond' bestempeld. De overheidsvoorzieningen in de 'niet-erkende Arabische dorpen' werden beperkt en er mochten geen nieuwe huizen gebouwd worden. Vooral de Bedoeïnengemeenschappen werden door deze maatregel getroffen.
Tijdens de jaren 70 en 80 klaagden de Palestijnse burgers van Israël de ongelijke verdeling van gemeenschapsmiddelen aan. In 1976 werd, na een golf van landconfiscaties in de regio Galilea, een algemene staking gehouden. Bij protesten werden zes Palestijnse burgers doodgeschoten.
Tijdens het uitbreken van de Tweede of wel Al-Aqsa-Intifada in 2000 werd opnieuw een algemene staking gehouden door de Palestijnse burgers van Israël. Tijdens gewelddadige protesten werden dertien van hen doodgeschoten. Hierop werd een juridische onderzoekscommissie opgericht die de feiten onderzocht en zowel persoonlijke als beleidsconclusies aan de regering voorlegde.
In 2000 oordeelde het  Hooggerechtshof van Israël in een zaak betreffende een familie van Arabische Israëliërs, die in de Israëlische nederzetting Katzir (bij Umm al-Fahm] wensten te wonen, dat het de staat verboden is om via derde organisaties bij de toebedeling van land te discrimineren.
In juli 2001 oordeelde het Hooggerechtshof dat de Israëlische regering de positieve verplichting heeft om in publieke instellingen, met name die met een beslissingsbevoegdheid, gelijke vertegenwoordiging van Arabische burgers te garanderen.

## Bekende Arabische Israëliërs
- Asam Abu Shakra, kunstschilder
- Mira Anwar Awad, zangeres, actrice, songwriter
- Azzam Azzam, gevangene
- Mohammad Bakri, acteur
- Azmi Bishara, politicus
- Elias Chacour, geestelijke
- Issawi Frej, politicus
- Emile Habibi, schrijver
- Abd El-Amin Hajer, officier
- Rafik Halabi, mediamanager
- Salim Joubran, rechter
- Nasrin Kadri, zangeres
- Raleb Majadele, minister
- Yosef Mishlav, generaal
- Rana Raslan, fotomodel
- Anton Shammas, schrijver
- Samir Shukri, zanger
- Emile Shoufani, archimandriet
- Abbas Suwan, voetballer
- Elia Suleiman, filmregisseur
- Salah Tarif, minister
- Ahmad Tibi, politicus
- Rifaat Turk, voetballer
- Abdel Rahman Zuabi, rechter